# Плімут (округ, Массачусетс)
Шаблон:StateAbbr_ 41°58′44″ пн. ш. 70°49′08″ зх. д. / 41.978878° пн. ш. 70.818954° зх. д.
Округ  Плімут  (англ. Plymouth County) — округ (графство) у штаті  Массачусетс, США. Ідентифікатор округу 25023.

## Історія
Округ утворений 1685 року.

## Демографія
За даними перепису 
2000 року 
загальне населення округу становило 472822 осіб, зокрема міського населення було 425380, а сільського — 47442.
Серед мешканців округу чоловіків було 230399, а жінок — 242423. В окрузі було 168361 домогосподарство, 122421 родин, які мешкали в 181524 будинках.
Середній розмір родини становив 3,23.
Віковий розподіл населення поданий у таблиці:
| Стать    | До 15 років | 15-21 | 22-29 | 30-39 | 40-49 | 50-65 | 65-85 | Понад 85 |
| -------- | ----------- | ----- | ----- | ----- | ----- | ----- | ----- | -------- |
| Чоловіки | 54611       | 21051 | 19194 | 37551 | 38074 | 37135 | 20833 | 1950     |
| Жінки    | 51340       | 20121 | 19653 | 39489 | 39485 | 39346 | 27572 | 5417     |

## Суміжні округи
- Норфолк — північ
- Барнстебел — південний схід
- Бристоль — захід

## Виноски

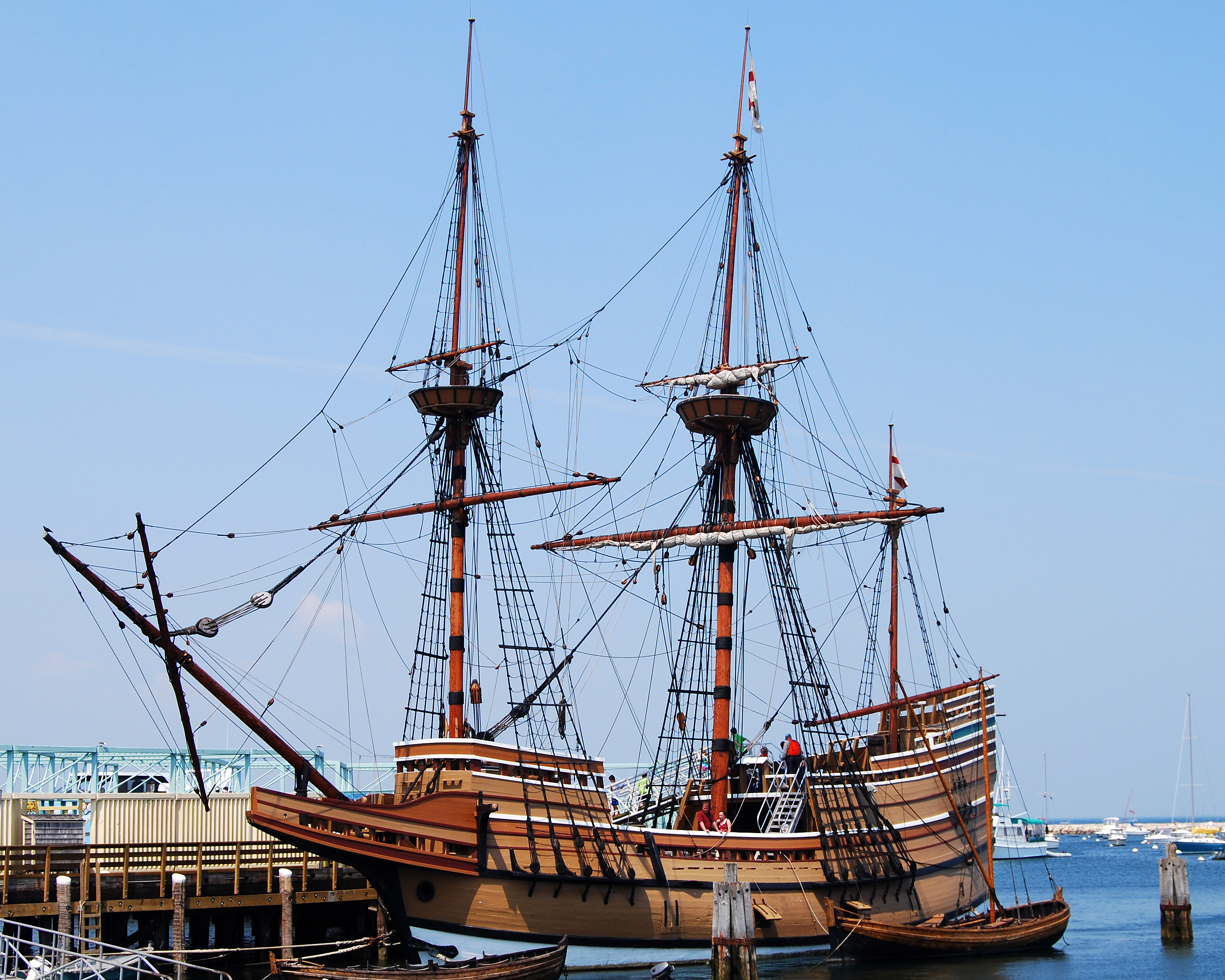

1. ↑  U.S. Decennial Census. United States Census Bureau. Архів оригіналу за 12 травня 2015. Процитовано 16 вересня 2014.
2. ↑  Historical Census Browser. University of Virginia Library. Архів оригіналу за 11 серпня 2012. Процитовано 16 вересня 2014.
3. ↑  Population of Counties by Decennial Census: 1900 to 1990. United States Census Bureau. Архів оригіналу за 28 квітня 2015. Процитовано 16 вересня 2014.
4. ↑  Census 2000 PHC-T-4. Ranking Tables for Counties: 1990 and 2000 (PDF). United States Census Bureau. Архів оригіналу (PDF) за 18 грудня 2014. Процитовано 16 вересня 2014.
5. ↑  State & County QuickFacts. United States Census Bureau. Архів оригіналу за 22 лютого 2016. Процитовано 26 серпня 2013.(англ.) Наведено за англійською вікіпедією.
6. ↑  American FactFinder. Бюро перепису населення США. Архів оригіналу за 26 лютого 2012. Процитовано 31 січня 2008.

| США | Це незавершена стаття з географії США. Ви можете допомогти проєкту, виправивши або дописавши її. |